# Louis de Wecker
Louis de Wecker, en alemany Ludwig Wecker o Ludwig von Wecker (Frankfurt del Main, 29 de setembre de 1832 - 24 de gener de 1906) fou un oftalmòleg i metge alemany i austríac, nacionalitzat francès en 1870. Considerat en el seu moment pel seu contemporani Julien Masselon com el "pare de l'oftalmologia moderna". L'emperador Francesc Josep I d'Àustria el nomenà el cavaller i baró l'1 de juny de 1870.

## Biografia
Louis de Wecker era fill del cavaller Ährenfried III Wecker (1798-1870), i el nebot del criminalista alemany i cavaller Paul Johann Anselm von Feuerbach (1775-1833). Era descendent del senador per Frankfurt Johann Michael Wecker. Va estudiar medicina a Viena, on es fou amic íntim d'Edouard de Joeger, després a Würzburg (Alemanya), on va rebre el doctorat el 4 d'abril de 1855. Després de dos anys a Rússia com a metge personal del  comte Stroganov, cosí de tsar Nicolau I, amb qui va participar en la redacció un tractat, que va arribar a França, primer a Montpeller en 1857, per passar als seus equivalents francesos (això afirma a la seva tesi doctoral), després a París el 1861, i freqüentà la clínica de Desmarres, on era l'assistent. A continuació, va passar a Viena i Berlín, per completar estudis amb els il·lustres Graefe i Wirschow. De tornada a París, va substituir Charles Deval, mort sobtadament el 6 d'abril de 1862, en la seva oficina i en la seva clínica. La va inaugurar el 12 de maig després d'un curs d'oftalmologia clínica a la mateixa clínica. Després va fundar una petita clínica al 18 de la Rue Visconti que ràpidament es va convertir en la meca de l'oftalmologia (1864-1867).
Va llogar una segona clínica al 55 rue du Cherche-Midi en el qual donava cursos gratuïts. Més tard va passar diversos mesos a l'any a la costa basca per atendre clients internacionals, en particular espanyols. Tenia una clínica a Biàrritz i freqüentà la clínica de Baiona. El 1878 es va construir la "Villa de Wecker" a Biàrritz, davant del mar (en l'actualitat vila Béribou, destruïda el 1978). De la mateixa manera, el 1884 va construir la seva mansió a París a l'avenue d'Antin (avui 31 avenue Franklin Roosevelt). Va romandre solter i va adoptar el seu nebot i la seva neboda, fills de la seva germana, el pare dels quals, el metge Joseph Gayat (el guardonat més jove de la Legió d'Honor als 20 anys), havia mort. D'aquesta manera, el seu nebot i fill adoptiu, el cònsol Louis Gayat (1871-1965) esdevingué Gayat de Wecker el 27 de maig de 1903 i segon baró de Wecker a la mort de l'oftalmòleg. Malalt d'endocarditis, Louis de Wecker va dur a terme amb èxit la seva última operació, una operació de cataractes, el 14 o 16 de desembre de 1905 abans de morir d'un infart un mes i mig més tard. És enterrat al cementiri de Passy.

## Oftalmologia
Louis de Wecker és conegut sobretot per haver per ser el primer francès que aprendre i ensenyar la cirurgia de cataractes. Potser també fou el primer científic que completà amb èxit un trasplantament en 1886. De fet, per a cobrir una ferida, hi posava un penjoll de carn d'una persona morta accidentalment.
Va popularitzar l'esclerotomia, la iridectomia i va idear el mètode d'avanç capsular per a la curació de l'estrabisme. Va inventar diversos instruments quirúrgics, incloent les famoses tisores-pinces (tisores Wecker, pinça dreta i corba de Wecker). Va escriure diversos llibres, entre ells el seu famós Traité théorique et pratique des maladies des yeux, publicat el 1863 i que va ser una revelació. Va ensenyar regularment la seva matèria i va tenir nombrosos alumnes i deixebles de renom francesos i estrangers: els doctors Laigner, Rizal, Barraquer, Masselon ... Part del seus cursos van ser recollits i publicats en dos volums per Dr. Masselon: la Thérapeutique oculaire et la Chirurgie oculaire.

## Honors i condecoracions
La seva reputació com a oftalmòleg eminent ràpidament va superar les fronteres de França. Es va convertir en amic íntim de moltes personalitats d'Europa i caps coronats, especialment l'arxiduc Maximilià d'Habsburg (1832-1867), emperador de Mèxic Francesc II de Dues Sicílies (o Nàpols) (1836-1894), el duc Carles Teodor de Baviera (1839-1909), germà de l'emperadriu d'Àustria Elisabet i de la que també en fou oftalmòleg (el duc i la seva dona Maria Josepa de Portugal serviren com a assistents al Dr. Wecker); també va atendre a Biàrritz a la reina Isabel II d'Espanya (1830-1904), de la que en fou durant un temps metge personal i confident.
El baró de Wecker va conèixer també l'emperador Francesc Josep I (1830-1916). Va ser ell qui va procedir a l'enucleació de l'ull de Léon Gambetta (1838-1882) en 1867.
Va ser nomenat cavaller i oficial de la Legió d'Honor, comandant de l'Orde de Francesc Josep (Àustria), Cavaller Comandant Carles III d'Espanya, Comandant de Crist (Portugal), cavaller de la Corona d'Itàlia, cavaller de l'orde de la Mare de Déu de Guadalupe (Mèxic), Cavaller de la Rosa (Brasil) i cavaller de Simón Bolívar (Veneçuela). Va rebre la prestigiosa Orde de la Corona de Ferro (Àustria), cavaller de tercera classe i entre la noblesa austríaca l'1 de juny de 1870.

## Obres
- Traité théorique et pratique des Maladies des yeux, 1863
- Traité des maladies du fond de l'œil et Atlas d'ophthalmoscopie, 1870, en col·laboració amb Edouard de Jaeger de Jaxtthal
- De l'iridotomie, 1873
- Traité complet d'Ophtalmologie, 1878, en col·laboració amb E. Landolt
- Thérapeutique oculaire, 1879
- Traité des maladies du fond de l'œil, 1890, en col·laboració amb Edouard de Jaeger de Jaxtthal
- Ophtalmoscopie clinique, 1891, en col·laboració amb Julien Masselon[2]
- Échelle métrique pour mesurer l'acuité visuelle, le sens chromatique et le sens lumineux, 1899, amb J. Masselon, 3a edició, Octave Doin Éditeur, Paris